# Michał Druri
Michał Druri (ur. 19 czerwca 1903 w Warszawie, zm. 4 grudnia 1987 w Łodzi) – polski farmaceuta, przewodnik łódzki.

## Nauka, II wojna światowa i praca po wojnie
W przedwojennej Warszawie zdał maturę, tam też ukończył studia farmaceutyczne. Po zmobilizowaniu w 1939 roku walczył w oddziałach obrony Warszawy, brał udział w powstaniu warszawskim.
W 1946 przeniósł się do Łodzi, gdzie już wcześniej mieszkała jego rodzina. Rozpoczął pracę w łódzkim przedsiębiorstwie farmaceutycznym „Cefarm”, w którym pracował przez cały czas, aż do przejścia na emeryturę w 1968.

## Działalność krajoznawcza i przewodnicka
Do  Polskiego Towarzystwa Turystyczno-Krajoznawczego (PTTK) wstąpił w 1961. Zdobył uprawnienia przodownika Górskiej Odznaki Turystycznej (GOT) i Odznaki Turystyki Pieszej (OTP) oraz przewodnika miejskiego i terenowego po Łodzi, województwie łódzkim i województwach ościennych. Oprowadzał wycieczki po Polsce centralnej, również w języku rosyjskim. Oprowadził ponad 1000 wycieczek. Między innymi dla kolegów prowadzących wycieczki w języku rosyjskim zorganizował „Przedszkole pod samowarem”, którego celem było wzbogacenie słownictwa specjalistycznego i wymiana doświadczeń w zakresie specyfiki pracy z grupami zagranicznymi. W miejscu swojej pracy założył Koło PTTK – przy Zarządzie Aptek „Cefarm” w Łodzi i przez lata pełnił funkcje w Zarządzie Koła. W Oddziale Łódzkim PTTK pełnił funkcję przewodniczącego Komisji Turystyki Pieszej i przewodniczącego Komisji Rewizyjnej Łódzkiego Koła Przewodników. Po powołaniu Oddziału PTTK Łódź-Polesie był tam członkiem Zarządu.
Zmarł 4 grudnia 1987 roku w Łodzi. Spoczywa na cmentarzu prawosławnym na Dołach w Łodzi.

## Odznaczenia
- Krzyż Kawalerski Orderu Odrodzenia Polski
- Krzyż Walecznych
- Krzyż Partyzancki
- Medal za Warszawę 1939–1945
- Medal Zwycięstwa i Wolności 1945
- Honorowa Odznaka miasta Łodzi
- Złota Odznaka Honorowa Polskiego Czerwonego Krzyża
- Złota Honorowa Odznaka PTTK
- Srebrna Odznaka „Zasłużony Działacz Turystyki”